# Associazione Calcio Reggiana 1987-1988
Questa voce raccoglie le informazioni riguardanti l'Associazione Calcio Reggiana nelle competizioni ufficiali della stagione 1987-1988.

## La stagione
Nella stagione 1987-1988 la Reggiana punta alla Serie B. Il trio Vandelli-Previdi e Santin, ma in società, con una quota minoritaria, entrano le Coop, allestiscono una rosa valutata da tutti come predestinata alla promozione. Dal Fano arrivano il capocannoniere Giovanni Cornacchini e il forte esterno d'attacco Maurizio Neri (sarà a lungo in Serie A con Napoli. Pisa e Lazio), dal Prato il difensore Carlo Cornacchia, dal fallimento della Nocerina il mediano Stefano De Agostini, poi il terzino Andrea Poggi dalla Torres, infine la mezza punta Gabriello Carotti dal Vicenza.
Vengono ceduti il portiere Nico Facciolo all'Arezzo e al suo posto arriva Paolo Longo ex Pistoiese, con Alessandro Cesaretti dalla Roma. La squadra granata, dopo un'ottima Coppa Italia, con le vittorie interne sul Brescia (1-0) e sul Catania (5-2) non bastano per la qualificazione, seguite dallo (0-0) al Mirabello contro l'Inter, che è diventato (8-9) ai rigori per i nerazzurri, perché per questa stagione in Coppa Italia le vittorie valgono 3 punti e se si pareggia si va direttamente ai calci di rigore. Alla prima giornata di campionato la Reggiana è sconfitta a La Spezia (1-0). Seguono risultati altalenanti. Dopo il deludente pareggio col Monza (0-0) al Mirabello il 7 febbraio del 1988, viene esonerato il tecnico Nello Santin e al suo posto arriva Marino Perani, con il suo gioco a zona. Verso la fine del deludente campionato chiuso con 36 punti in decima posizione, il gruppo capitanato da Walter Sacchetti (coop più privati) si compra la società.
Nella Coppa Italia di Serie C la Reggiana evita il girone di qualificazione, avendo disputato il terzo girone della Coppa nazionale, entrando direttamente nei sedicesimi di finale, che supera eliminando il Novara, a febbraio ha la meglio negli ottavi di finale superando il Legnano, poi nei quarti di finale giocati in marzo, cede il passo al Monza, che poi vincerà il trofeo.

## Divise e sponsor
| Prima divisa |

## Rosa
| N. |                   | Ruolo | Calciatore              |
| -- | ----------------- | ----- | ----------------------- |
|    | Italia (bandiera) | D     | Saverio Albi            |
|    | Italia (bandiera) | C     | Mario Bandini           |
|    | Italia (bandiera) | A     | Massimiliano Battigello |
|    | Italia (bandiera) | C     | Paolo Bellatorre        |
|    | Italia (bandiera) | D     | Alessandro Canali       |
|    | Italia (bandiera) | C     | Gabriello Carotti       |
|    | Italia (bandiera) | P     | Alessandro Cesaretti    |
|    | Italia (bandiera) | D     | Carlo Cornacchia        |
|    | Italia (bandiera) | A     | Giovanni Cornacchini    |
|    | Italia (bandiera) | A     | Sergio D'Agostino       |
|    | Italia (bandiera) | C     | Stefano De Agostini     |
|    | Italia (bandiera) | C     | Walter De Vecchi        |

| N. |                   | Ruolo | Calciatore          |
| -- | ----------------- | ----- | ------------------- |
|    | Italia (bandiera) | C     | Loris Dominissini   |
|    | Italia (bandiera) | A     | Claudio Ferretti    |
|    | Italia (bandiera) | C     | Michele Gioia       |
|    | Italia (bandiera) | P     | Paolo Longo         |
|    | Italia (bandiera) | C     | Roberto Muzi        |
|    | Italia (bandiera) | A     | Maurizio Neri       |
|    | Italia (bandiera) | C     | Paolo Paltrinieri   |
|    | Italia (bandiera) | C     | Paolo Perugi        |
|    | Italia (bandiera) | C     | Andrea Poggi        |
|    | Italia (bandiera) | D     | Salvatore Polverino |
|    | Italia (bandiera) | C     | Giovanni Soncin     |
|    | Italia (bandiera) | C     | Daniele Tacconi     |

## Risultati

### Campionato

#### Girone di andata
| Arbitro: | Telegrafo (Taranto) |

|                     |           |  |
| Ferretti 63’ (rig.) | Marcatori |  |

| Arbitro: | Scaramuzza (Mestre) |

|                                                    |           |                   |
| Carotti 17’, 23’ De Vecchi 68’ Neri 88’ Soncin 89’ | Marcatori | 34’, 36’ G. Mauro |

| Arbitro: | Trentalange (Torino) |

|             |           |  |
| Stroppa 10’ | Marcatori |  |

| Arbitro: | Fucci (Salerno) |

|  |           |                      |
|  | Marcatori | 51’ (aut.) Polverino |

| Cento 18 ottobre 1987 5ª giornata | Centese               | 0 – 0 | Reggiana | Stadio Loris Bulgarelli\| Arbitro: \| Sanguineti (Chiavari) \| |
| Arbitro:                          | Sanguineti (Chiavari) |       |          |                                                                |

| Arbitro: | Da Ros (Treviso) |

|                                                     |           |  |
| Soncin 3’ Neri 20’ Perugi 38’ D'Agostino 90’ (rig.) | Marcatori |  |

| Arbitro: | Arena (Ercolano) |

|                                         |           |            |
| Deogratias 40’ Talevi 42’ O. Tacchi 81’ | Marcatori | 48’ Perugi |

| Arbitro: | Arcovito (Messina) |

|                                |           |             |
| Neri 61’ D'Agostino 67’ (rig.) | Marcatori | 13’ Farsoni |

| Arbitro: | Cafaro (Grosseto) |

|                 |           |  |
| A. Briaschi 66’ | Marcatori |  |

| Arbitro: | Scaramuzza (Mestre) |

|            |           |                          |
| Protti 89’ | Marcatori | 9’, 51’, 86’ Cornacchini |

| Arbitro: | Monni (Sassari) |

|                       |           |  |
| D'Agostino 73’ (rig.) | Marcatori |  |

| Arbitro: | Mazzalupi (Roma) |

|             |           |                       |
| Giunchi 64’ | Marcatori | 46’ (aut.) Tramannoni |

| Arbitro: | Frattin (Castelfranco Veneto) |

|            |           |  |
| Perugi 88’ | Marcatori |  |

| Prato 20 dicembre 1987 14ª giornata | Prato             | 0 – 0 | Reggiana | Stadio Lungobisenzio\| Arbitro: \| Gargiulo (Napoli) \| |
| Arbitro:                            | Gargiulo (Napoli) |       |          |                                                         |

| Arbitro: | Sanguineti (Chiavari) |

|  |           |            |
|  | Marcatori | 62’ Valori |

| Arbitro: | Arcovito (Messina) |

|  |           |                                                           |
|  | Marcatori | 28’ De Vecchi 30’ (aut.) Dozzi 43’ Soncin 83’ Cornacchini |

| Reggio Emilia 17 gennaio 1988 17ª giornata | Reggiana        | 0 – 0 | Pavia | Stadio Mirabello\| Arbitro: \| Boggi (Salerno) \| |
| Arbitro:                                   | Boggi (Salerno) |       |       |                                                   |

#### Girone di ritorno
| Arbitro: | Ceccarini (Livorno) |

|          |           |  |
| Neri 86’ | Marcatori |  |

| Trento 31 gennaio 1988 19ª giornata | Trento            | 0 – 0 | Reggiana | Stadio Briamasco\| Arbitro: \| Cafaro (Grosseto) \| |
| Arbitro:                            | Cafaro (Grosseto) |       |          |                                                     |

| Reggio Emilia 7 febbraio 1988 20ª giornata | Reggiana            | 0 – 0 | Monza | Stadio Mirabello\| Arbitro: \| Scaramuzza (Mestre) \| |
| Arbitro:                                   | Scaramuzza (Mestre) |       |       |                                                       |

| Arbitro: | Arena (Ercolano) |

|                          |           |  |
| Gabriele 44’ Zennaro 84’ | Marcatori |  |

| Arbitro: | Bellotti (Saronno) |

|             |           |             |
| Carotti 41’ | Marcatori | 75’ Bramini |

| Arbitro: | Merlino (Torre del Greco) |

|             |           |  |
| Cangini 22’ | Marcatori |  |

| Reggio Emilia 13 marzo 1988 24ª giornata | Reggiana         | 0 – 0 | Ancona | Stadio Mirabello\| Arbitro: \| Mazzalupi (Roma) \| |
| Arbitro:                                 | Mazzalupi (Roma) |       |        |                                                    |

| Arbitro: | Benazzoli (Bassano del Grappa) |

|  |           |                 |
|  | Marcatori | 75’ De Agostini |

| Reggio Emilia 2 aprile 1988 26ª giornata | Reggiana        | 0 – 0 | Lanerossi Vicenza | Stadio Mirabello\| Arbitro: \| Fucci (Salerno) \| |
| Arbitro:                                 | Fucci (Salerno) |       |                   |                                                   |

| Arbitro: | Trinchieri (Roma) |

|                               |           |  |
| Cornacchia 50’ D'Agostino 61’ | Marcatori |  |

| Arbitro: | Ceccarelli (Roma) |

|                           |           |                                 |
| Cambiaghi 12’, 35’ (rig.) | Marcatori | 58’ Cornacchini 86’ Dominissini |

| Arbitro: | Bazzoli (Merano) |

|            |           |  |
| Perugi 43’ | Marcatori |  |

| Arbitro: | Mantovani (Genova) |

|                        |           |                                |
| Dominici 17’ Leoni 36’ | Marcatori | 44’ Poggi 80’ (rig.) Polverino |

| Arbitro: | Merlino (Torre del Greco) |

|          |           |              |
| Neri 50’ | Marcatori | 87’ M. Rossi |

| Arbitro: | Brasca (Busto Arsizio) |

|  |           |          |
|  | Marcatori | 55’ Neri |

| Arbitro: | Arena (Ercolano) |

|  |           |                    |
|  | Marcatori | 89’ (rig.) R. Gori |

| Arbitro: | Mazzalupi (Roma) |

|             |           |  |
| Massara 61’ | Marcatori |  |

### Coppa Italia

#### Terzo girone
| Arbitro: | Dal Forno (Ivrea) |

|                       |           |  |
| D'Agostino 87’ (rig.) | Marcatori |  |

| Arbitro: | Quartuccio (Torre Annunziata) |

|                              |           |            |
| Dell'Oglio 61’ Celestini 64’ | Marcatori | 80’ Perugi |

| Arbitro: | Pucci (Firenze) |

|               |           |  |
| D'Agostino 9’ | Marcatori |  |

| Arbitro: | Agnolin (Bassano del Grappa) |

| |                      |                                                                                          |
| Polverino Cornacchni Bellatorre Poggi D'Agostino Dominissini Albi Perugi S. De Agostini Cornacchia | Tiri di rigore 8 – 9 | Passarella Mandorlini Fanna Scifo Altobelli R. Ferri S. Nobile G. Baresi Piraccini Zenga |

| Arbitro: | Nicchi (Arezzo) |

|                                          |           |                          |
| Paolucci 32’ De Vitis 71’ Paolinelli 68’ | Marcatori | 29’ Poggi 73’ Bellatorre |